# 덕비 오씨
덕비 오씨(중국어: 德妃 吳氏, 생년 미상 - 1539년)는 명 무종의 후궁이다.
정덕 원년 (1506년) 9월 7일, 오씨는 명 무종에 의해 덕비에 책봉되었다. 그녀는 궁중의 예절을 익히고 동작이 구도에 맞다, 태후 장씨의 마음에 들어 궁중의 칭찬을 받았다. 가정 18년 (1539년) 7월 갑오일, 덕비 오씨가 사망했다. 시호는 숙혜(淑惠)이다.

## 참고자료
- 《명사(明史)》
- 《명세종실록(明世宗实录)》